# Aliette Espieux
Pour les articles homonymes, voir Espieux.
Aliette Espieux, née le 5 mai 1999 à Carpentras, est une femme politique et militante pro-vie française.
Elle est la porte-parole de la Marche pour la Vie depuis septembre 2019. En sa qualité de porte-parole de la Marche pour la Vie, mouvement lié à la religion catholique traditionaliste, elle est souvent amenée à s'exprimer dans la sphère publique sur les questions liées à l'avortement, l'euthanasie et le suicide assisté, le féminisme, les violences faites aux femmes, la procréation médicalement assistée, la gestation pour autrui, l'homosexualité, l'homoparentalité, la transidentité, le mariage pour tous, les droits LGBT+, les droits familiaux notamment des couples homosexuels ou la bioéthique et certaines questions sociétales en général, en affichant une certaine position quant aux femmes qu'elle-même qualifie de féministe essentialiste et pro-vie, et qui s'oppose à l'IVG ou à la transition de genre, et même à la contraception ou à la « théorie du genre ».
Elle s'engage également en politique, au niveau municipal, où elle s'affiche avec des personnalités d'extrême droite.

## Biographie

### Enfance et études
Née le 5 mai 1999 à Carpentras (Vaucluse), Aliette Espieux est la benjamine des treize enfants (huit fils et cinq filles) de Bruno Espieux, commissaire-colonel de l'Armée de l'air et Chevalier de la Légion d'honneur, et de son épouse, Christine née Cumunel.
Fervente catholique, ainsi que ses parents, elle découvre l'opposition à l’avortement et à l'euthanasie en assistant avec sa famille à plusieurs marches dans son enfance. Elle dit notamment avoir été marquée à six ans par un rosaire organisé par le médecin embryologiste Xavier Dor (1929-2020) et dont des contre-manifestants d'extrême gauche auraient agressé des participants.

### Carrière politique
En 2020, elle a soutenu la candidature du candidat RN Olivier Pirra lors des municipales dans le cinquième secteur de Lyon en figurant en sixième position sur vingt-quatre sur sa liste Pour l'amour de Lyon,.

## Engagements publics

### Au sein de la Marche pour la vie

#### Remise en cause de la Loi Gaillot (2020-2022)
Depuis les prémices de son militantisme, Aliette Espieux défend une idée selon laquelle l'avortement est une « violence faite aux femmes ». Elle se décrit elle-même comme « féministe pro-vie ».
En 2022, elle s'oppose en tant que porte-parole de Marche pour la Vie au projet de loi de la députée Renaissance Albane Gaillot qui souhaite faire passer le délai d'avortement de 12 à 14 semaines.
Avec son équipe, elle organise une manifestation sur la Place du Trocadéro à Paris en signe de cette opposition. Elle invite par la même occasion Albane Gaillot à un débat.
Si elle s'oppose de manière générale à l'ensemble du texte de loi d'Albane Gaillot, Aliette Espieux fait surtout part de sa désapprobation concernant la thématique de la clause de conscience des médecins qui doivent pratiquer l'avortement. Elle estime qu'avec « la suppression de la clause de conscience, [on] va supprimer le caractère spécifique de cet acte ».

#### Autres prises de positions
En novembre 2023, elle salue la décision de la Cour suprême américaine de supprimer le droit fédéral à l'avortement.
Elle affirme que « tant que l’avortement sera encouragé et présenté comme un droit fondamental, en France, nous ne pourrons pas nous positionner en tant que femmes ni dans notre taf, ni dans notre couple. Nous ne serons pas respectées comme telles. Alors nous, les femmes, mobilisons-nous et ensemble, levons le poing et la voix contre ces lois ». Pour la sociologue Magali Della Sudda, Espieux se réapproprie ainsi des concepts féministes tels que l'autonomie des femmes, l'égalité des sexes et même la liberté de choisir tout en tenant un discours opposition au droit à l'IVG.
Aliette Espieux est également contre la pilule du lendemain et la contraception. Ce sont selon elle des outils effaçant les femmes au sens biologique de la féminité que sa vision du féminisme retient exclusivement, des outils « utilisés par des femmes qui n'assument pas d'avoir des bébés ».

### Influenceuse
En 2020, elle échange avec le militant néonazi et national-révolutionnaire Eliot Bertin lors d'une manifestation du collectif Marchons enfants. Sur ses réseaux sociaux, elle partage les actions du collectif Lyon populaire, dont Eliot Bertin est le fondateur.
En avril 2023, elle dénonce avec d'autres activistes catholiques ultra-conservateurs et des représentants du partie Reconquête, la tenue d'un DJ set organisé par le collectif Quai de Saône sur le toit de la basilique de Fourvière, sur les réseaux sociaux. L'évènement est annulé par la fondation qui gère le site.
Cette influenceuse est également citée par la Fondation des femmes, dans son rapport de 2024 sur la propagande anti-avortement, comme l'un des Réels du réseau social Instagram, sur lequel on est dirigé dans 20% des cas lorsqu'on se renseigne sur l'avortement sans pour suivre spécifiquement un contenu anti-avortement.